# Mario Ćuže
Mario Ćuže (Metković, 24. travnja 1999.) hrvatski je nogometaš koji igra na poziciji lijevog krila. Trenutačno igra za južnokorejski klub Gangwon.

## Klupska karijera

### Rana karijera i Dinamo Zagreb II
Bio je igrač Neretve Metković do rujna 2013. kada prelazi u Dinamo Zagreb.
Za Dinamo Zagreb II debitirao je 12. ožujka 2017. godine u utakmici 2. HNL protiv Gorice koja je završila bez golova. Na idućoj utakmici za Dinamo II odigranoj protiv Zagreba 18. ožujka 2017., zabio je svoj prvi gol za Dinamo II. Dinamo II dobio je utakmicu 2:0.

### Istra 1961 (posudba)
Tijekom prve polovice sezone 2019./20. bio je posuđen Istri 1961. Za Istru 1961 debitirao je 26. srpnja 2019. godine protiv Inter Zaprešića te je pritom zabio jedina dva gola na toj utakmici.  To mu je ujedno bio i prvi nastup u 1. HNL. Na idućoj utakmici odigranoj protiv Varaždina postigao je svoj prvi i jedini hat-trick za Istru 1961. Utakmica je završila rezultatom 3:1 za Istru 1961.

### Član prve momčadi Dinama
Dana 20. siječnja 2020. vraća se s posudbe. Za Dinamo Zagreb debitirao je 9. veljače 2020. godine protiv Gorice koja je poražena 2:0. Svoj prvi gol u dresu Dinama postigao je 1. srpnja 2020. protiv zaprešičkog Intera koji je poražen s minimalnih 1:0.

### Lokomotiva Zagreb (posudba)
Od 12. kolovoza do 19. listopada 2020. godine bio je posuđen Lokomotivi Zagreb. Za Lokomotivu je debitirao 16. kolovoza 2020. protiv Dinama koji je pobijedio s visokih 6:0.

### SK Dnjipro-1 (posudba)
Dana 6. veljače 2021. posuđen je ukrajinskom prvoligaškom klubu SK Dnjipro-1. Za novi klub debitirao je osam dana kasnije protiv kluba Ingulec Petrove kojeg je Dnjipro-1 dobio 2:0. Svoja prva dva gola za klub postigao je 23. ožujka protiv Desne Černigiv koja je izgubila susret 0:2. S posudbe se vraća 31. svibnja, no već je 15. srpnja ponovno posuđen istom klubu i to do 31. siječnja 2022.

### Povratak u drugu momčad Dinama
Ostatak sezone 2021./22. proveo je igraći za Dinamo Zagreb II. Dana 2. svibnja 2022. postigao je jedan gol i asistenciju u utakmici protiv Dubrave koja je završila 3:1.

### Zrinjski Mostar (posudba)
Dana 13. lipnja 2022. Dinamo je posudio Ćužu Zrinjskom. Za Zrinjski je debitirao 6. srpnja u kvalifikacijskoj utakmici za UEFA Lige prvaku 2022./23. protiv Sheriffa koja je završila bez golova. U Premijer ligi je debitirao 24. srpnja kada je Zrinjski izgubio 1:2 od Željezničara. Svoj prvi klupski pogodak postigao je četiri dana kasnije u kvalifikacijskoj utakmici za UEFA Europsku konferencijsku ligu 2022./23. u kojoj je Zrinjski pobijedio KF Tiranu 3:2. Dana 4. rujna postigao je svoj prvi ligaški gol i prve dvije asistencije i to protiv Sarajeva koje je poraženo 4:1. Ćuže je te sezone sa Zrinjskim osvojio ligaški naslov. Dana 17. svibnja zabio je jedini gol na finalnoj utakmici kupa odigranoj protiv gradskog rivala Veleža te je time donio Zrinjskom prvu dvostruku krunu u klupskoj povijesti.

### Zrinjski Mostar
Dana 5. srpnja 2023. Ćuže je potpisao ugovor sa Zrinjskim. Postigao je gol i dvije asistencije 27. rujna u ligaškoj utakmici protiv Tuzle City koja je završila 2:4.

### Gangwon
Prešao je u južnokorejski klub Gangwon 30. siječnja 2025.

## Reprezentativna karijera
Nastupao je za hrvatsku nogometnu reprezentaciju do 16, 17, 19, 20 i 21 godinu.

## Priznanja

### Klupska
Dinamo Zagreb
- 1. HNL (1): 2019./20.

Zrinjski Mostar
- Premijer liga (1): 2022./23.
- Nogometni kup Bosne i Hercegovine (2): 2022./23., 2023./24.

## Vanjske poveznice
- Mario Ćuže, Hrvatski nogometni savez
- Mario Ćuže, Soccerway (engl.)
- Mario Ćuže, Transfermarkt (engl.)